# Irmgard Möller
Pour les articles homonymes, voir Möller.
Irmgard Möller, née le 13 mai 1947 à Bielefeld en Rhénanie-du-Nord-Westphalie, est une militante allemande d'extrême gauche, ancienne membre de la première génération de l'organisation révolutionnaire Fraction armée rouge au début des années 1970.

## Biographie
Le 24 mai 1972, Irmgard Möller est l'une des deux personnes à conduire une voiture remplie d'explosifs en direction des quartiers généraux des services de renseignements américains de Campbell Barracks (en), basés à Heidelberg. Durant l'attaque, trois soldats sont tués (Ronald Woodward, Charles Peck et le capitaine Clyde Bonner) et cinq autres blessés.
Elle est arrêtée le 8 juillet 1972 à Offenbach-sur-le-Main en compagnie de Klaus Jünschke puis est condamnée à une longue peine de prison.
D'après un rapport des services pénitentiaires, elle tente de se suicider dans la prison de Stuttgart-Stammheim en se donnant des coups de couteau à la poitrine le matin du 18 octobre 1977, en même temps que trois autres membres fondateurs de la Fraction armée rouge, Andreas Baader, Gudrun Ensslin et Jan-Carl Raspe. Bien que de tels actes soient inhabituels dans les quartiers de haute sécurité, des rapports officiels ont suggéré que les armes avaient pu être introduites par les avocats des détenus en pièces détachées.
Seule des quatre membres de la RAF à survivre, elle clame plus tard qu'il s'agissait d'une mise à mort orchestrée par le gouvernement allemand, en réponse à la demande de libération des prisonniers, dont Hanns Martin Schleyer, par l'organisation révolutionnaire.
Elle est libérée le 1er décembre 1994 pour des raisons de santé.